# لئوناردو نونزلا
لئوناردو نونزلا (انگلیسی: Leonardo Nunzella؛ زادهٔ ۴ ژوئن ۱۹۹۲) بازیکن فوتبال است.
از باشگاه‌هایی که در آن بازی کرده‌است می‌توان به باشگاه فوتبال لچه و باشگاه فوتبال پارما اشاره کرد.